# Lermontowskij prospiekt
Lermontowskij prospiekt (ros. Лермонтовский проспект) – stacja linii Tagansko-Krasnopriesnienskiej metra moskiewskiego, znajdująca się w południowo-wschodnim okręgu administracyjnym Moskwy w rejonie Wychino–Żulebino (ros. Выхино–Жулебино), poza obrębem obwodnicy MKAD. Otwarcie miało miejsce 9 listopada 2013 roku.
Stacja typu płytkiego jednonawowego z peronem wyspowym położona jest na głębokości 12 metrów. Wystrój utrzymano w jasnej kolorystyce. Peron wyłożono granitem, sklepienie zostało wykończone białym tynkiem. Na ścianach zatorowych i suficie umieszczono kolorowe panele tworzące gradient: w zachodniej części peronu czerwone i pomarańczowe, w centralnej żółte, a we wschodniej jasnozielone i ciemnozielone. Stacja posiada siedem wyjść: pięć z nich prowadzi na Aleję Lermontowską, pozostałe dwa na Chwalinskij Bulwar. Stacja umożliwia przesiadkę na stację Kosino linii Niekrasowskiej.